# جلال سلامة
جلال حسني عبد الحميد سلامة (1964-) هو مؤرخ وأكاديمي فلسطيني، ولد في بلدة بلعا، محافظة طولكرم ودرس الإبتدائية والثانوية في مدارس بلدته وأنهى الثانوية العامة عام 1983، حاصل على درجة البكالوريوس في تخصص الآداب من جامعة الخليل عام 1987، ودرجة الماجستير من الجامعة الأردنية عام 1993 وكانت رسالته بعنوان "عكا أثناء الحملة الصليبية"، ودرجة الدكتوراة من جامعة عين شمس عام 2004 بأطروحة بعنوان "الإستيطان الصليبي في الأراضي المقدسة 1099-1187".
عمل مساعد بحث في الجامعة الأردنية عام 1988، ومدرس غير متفرغ في كلية قرطبة، ثم انتقل للعمل في الكلية الوطنية في الأردن خلال الفترة (1989-1993)، عاد بعدها إلى فلسطين للعمل في جامعة الخليل أستاذ في قسم التاريخ خلال الفترة (1994- 1996)، وحالياً هو مشرف في جامعة القدس المفتوحة.

## مؤلفاته
قام جلال حسني بنشر العديد من الأبحاث والدراسات منها:
- دور النساء الأوروبيات في الحملة الصليبية الثالثة بعد تحرير الأراضي المقدسة عام (1187)[2][3]
- دور المماليك في الصراع بين أبناء البيت الأيوبي على السلطة (1193- 1239)[4]
- المقاومة الشعبية في نابلس وريفها ضد الوجود الصليبي حتى عام (1187).[5]
- التهجير القسري لسكان فلسطين في العهد الصليبي في الفترة الواقعة بين ( 1099-1156).[6]
- دور النساء الأوروبيات في الحملة الصليبية الأولى على الأرض المقدسة (1095).[7][8]
- عكا أثناء الحملة الفرنجية - الصليبية الثالثة.[9]